# The Walking Dead: Daryl Dixon
The Walking Dead: Daryl Dixon är en amerikansk TV-serie. Den tar vid där The Walking Dead slutade. Daryl Dixon spolas upp på Frankrikes kust och kämpar för att förstå hur han hamnade där. Serien följer hans resa genom ett sönderbrutet men motståndskraftigt Frankrike i hopp om att hitta en väg hem. Under resan kompliceras hans ursprungliga plan genom de relationer han bildar längs vägen.
Spinoff-serie tillkännagavs av AMC i september 2020 och är skapad av Angela Kang och Scott M. Gimple. Det meddelades då att Reedus och McBride skulle reprisera deras karaktärer Daryl respektive Carol, med planer på att sändas 2023 efter avslutningen av den elfte säsongen av huvudserien. I april 2022 omarbetades projektet för att vara helt fokuserat på Daryl, McBride lämnade då projektet. Den första säsongen spelades in i Europa i mitten av 2022, vilket skulle göra det logistiskt ohållbart för McBride. I oktober 2022 avslöjades det att seriens undertitel skulle komma att vara Daryl Dixon.
I juli 2023, redan innan den första säsongen börjat sändas, bekräftade AMC under San Diego Comic Con att serien skulle bli förlängd med en andra säsong. Den andra säsongen började sändas 29 september 2024 under namnet "The Book of Carol".
Redan innan säsong två hade premiär avslöjades det att serien kommer få en tredje säsong, som kommer förflytta handlingen från Frankrike till Spanien.

## Rollista

### Huvudkaraktärer
| Norman Reedus          | – Daryl Dixon       |
| Clémence Poésy         | – Isabelle Carriere |
| Louis Puech Scigliuzzi | – Laurent           |
| Laïka Blanc-Francard   | – Sylvie            |
| Anne Charrier          | – Genet             |
| Romain Levi            | – Stéphane Codron   |
| Adam Nagaitis          | – Quinn             |

### Återkommande karaktärer
| Eriq Ebouaney      | – Fallou Boukar |
| Lukerya Ilyashenko | – Anna Valery   |

### Gästskådespelare
| Catherine Arditi | – Véronique     |
| Faustine Koziel  | – Lily Carriere |
| Kim Higelin      | – Lou           |
| Dominique Pinon  | – Antoine       |
| Paloma           | – Coco          |

## Avsnitt
| Säsong | Säsong | Avsnitt | Avsnitt | Originalvisning       | Originalvisning      |
| Säsong | Säsong | Avsnitt | Avsnitt | Första sändningsdatum | Sista sändningsdatum |
| ------ | ------ | ------- | ------- | --------------------- | -------------------- |
|        | 1      | 6       | 6       | 10 september 2023     | 15 oktober 2023      |
|        | 2      | 6       | 6       | 29 september 2024     | 3 november 2024      |
|        | 3      | TBA     | TBA     | TBA                   | TBA                  |

### Säsong 1 (2023)
| Nr i serien | Nr i säsongen | Titel                       | Regissör        | Manus                       | Originalvisning   |
| --- | ------------- | --------------------------- | --------------- | --------------------------- | ----------------- |
| 1 | 1             | "L'âme Perdue"              | Daniel Percival | David Zabel                 | 10 september 2023 |
| Daryl Dixon anländer till Frankrike och strävar efter att återvända till Amerika. I närheten av Marseille blir han rånad av Maribelle och Guillaume, men räddas senare av en nunna, Isabelle, som tar honom till sitt kloster. Där introduceras han för Laurent, en pojke som nunnorna tror är Messias. Isabelle tror att Daryl kommit för att eskortera Laurent till deras grupp i Paris, men Daryl avvisar idén. När Codrons män attackerar klostret och hotar Laurent och nunnorna, återvänder Daryl för att hjälpa till att försvara dem. Han går med på att hjälpa dem i utbyte mot vägvisning till Le Havre, vilket avslöjar att hans ankomst till Frankrike har satt Laurent och nunnorna i fara. |               |                             |                 |                             |                   |
| 2 | 2             | "Alouette"                  | Daniel Percival | Jason Richman & David Zabel | 17 september 2023 |
| Under resan stöter Daryl, Isabelle, Laurent och Sylvie på problem. Isabelle minns den dag de hungriga uppenbarade sig, medan Laurent kämpar för att passa in. Under en tillbakablick avslöjas Isabelles flykt från Paris med sin pojkvän och gravida syster, där hennes syster Lily dör och föder Laurent under ett akut kejsarsnitt. I nutid tas gruppen till fånga av barn boendes i sin före detta förskola. Daryl går med på att hämta medicin åt barnens sjuka lärare i utbyte mot en häst, vilket leder till en konfrontation med en man kallad La Tarasque i ett närliggande slott. Efter att ha räddat ett kidnappat barn, uppmuntrar Daryl ett av barnen, Lou, att ta ledningen efter lärarens död. Laurent känner frustration över hemligheter som hålls från honom, medan Codron upptäcker deras rutt till Paris.                                                                              |               |                             |                 |                             |                   |
| 3 | 3             | "Paris Sera Toujours Paris" | Tim Southam     | Coline Abert                | 24 september 2023 |
| Efter ett kort stopp i Angers, inklusive en bisarr zombieorkester som framför Boléro, når Daryls grupp slutligen Paris. Där möter de en gemenskap ledd av Fallou. Med deras hjälp söker Daryl information om ett skepp som kan ta honom tillbaka till Amerika, vilket leder gruppen till Demimonde-nattklubben och återförening med Isabelles ex-pojkvän Quinn. Quinn avslöjar att han är Laurents far och kräver att Isabelle och Laurent stannar med honom i utbyte mot sin hjälp. Daryl avvisar erbjudandet och förbereder sig på att ge sig ut på egen hand efter ett gräl med Isabelle, vilket leder till att Laurent rymmer. Codron möter Genet, som godkänner att han leder sökandet efter Daryl medan hennes folk fortsätter att experimentera med walkers. Pouvoir attackerar Fallous grupp och Isabelle letar efter Laurent, medan Daryl faller genom ett tak efter en brutal strid med Codron. |               |                             |                 |                             |                   |
| 4 | 4             | "La Dame de Fer"            | Tim Southam     | Shannon Goss                | 1 oktober 2023    |
| Daryl och Isabelle måste förhandla med Quinn, ägaren till den underjordiska klubben Demimonde, det sista uttrycket för konst och kultur i Paris. Genet söker Laurent för att eliminera honom som en hoppets symbol för folket, medan Quinn vill återförenas med Isabelle genom Laurent. Efter ett möte med Antoine, som dödas av guerrier, hjälper Daryl den döende mannen att frige hans duvor. De spårar Laurent till Eiffeltornets ruiner, där han nästan blir ett offer för en zombiehjord. Laurent kidnappas av Quinns män till Demimonde, men Daryl räddar honom med hjälp av en fånge. Daryl övermannar Quinn, och med hjälp av Anna, som är missnöjd med Quinns besatthet av Isabelle, flyr de. Sylvie stannar i Paris med sin nya kärlek Emile, medan Isabelle och Daryl med Laurent tar sig ut ur staden med Quinns hjälp, på väg mot Unionens huvudbas, Nest.                                  |               |                             |                 |                             |                   |
| 5 | 5             | "Deux Amours"               | Daniel Percival | Jason Richman & David Zabel | 8 oktober 2023    |
| Daryl hjälper till att fånga walkers i Maine för att få bränsle till hemresan och hamnar på Pouvoirs skepp efter en konflikt. Han, Laurent och Azlan fortsätter mot Nest men Azlan dödas. Laurent vill nu åka till Amerika. Samtidigt kämpar Isabelle med att vara med Quinn igen och får ett hemligt meddelande. Hon går med på att delta i en Pouvoir-fest, där Anna förråder dem. Genet arrangerar en fest i Paris och tvingar Laurent att visa stöd. Daryl tvingas slåss mot en förstärkt walker, ovetande om att Sylvie, Fallou och Emile har infiltrerat evenemanget. |               |                             |                 |                             |                   |
| 6 | 6             | "Coming Home"               | Daniel Percival | Jason Richman & Laura Snow  | 15 oktober 2023   |
| I säsongens final överlever Daryl och Quinn en gladiatorstrid mot förstärkta walkers, men Quinn offrar sig och omvandlas till walker. Laurent tvingas döda sin biologiska far. Gruppen når Mont-Saint-Michel men attackeras av Genets män. Codron sviker Genet och hon torterar honom för information. Daryl står inför ett val mellan att stanna i Frankrike eller återvända till Amerika. Han väljer att lämna, men tvekar när Laurent följer efter honom. Carol i Maine hittar Daryls motorcykel och får ledtrådar om hans plats. Genet stärker sin maktbas, och Daryl har en uppgift kvar innan han kan återvända till Amerika. |               |                             |                 |                             |                   |

Anmärkningar
1. ↑  Franska för "Den förlorade själen"[8]
2. ↑  Franska för "Lärka"[8]
3. ↑  Franska för "Paris kommer alltid att vara Paris"[8]
4. ↑  Franska för "Järndamen"[8]
5. ↑  Franska för "Två kärlekar"[8]
6. ↑  Engelska för "Hemkomst"[8]

### Säsong 2: The Book of Carol (2024)
| Nr i serien | Nr i säsongen | Titel                          | Regissör        | Manus                                   | Originalvisning   |
| ----------- | ------------- | ------------------------------ | --------------- | --------------------------------------- | ----------------- |
| 7           | 1             | "La Gentillesse des Étrangers" | Greg Nicotero   | Shannon Goss                            | 29 september 2024 |
| 8           | 2             | "Moulin Rouge"                 | Daniel Percival | Keith Staskiewicz                       | 6 oktober 2024    |
| 9           | 3             | "L'Invisible"                  | Michael Slovis  | Lisa Zwerling                           | 13 oktober 2024   |
| 10          | 4             | "Le Paradis Pour Toi"          | Michael Slovis  | Jason Richman & David Zabel             | 20 oktober 2024   |
| 11          | 5             | "Vouloir, C'est Pouvoir"       | Daniel Percival | Jason Richman & David Zabel             | 27 oktober 2024   |
| 12          | 6             | "Au Revoir les Enfants"        | Daniel Percival | Laura Snow, Jason Richman & David Zabel | 3 november 2024   |

Anmärkningar
1. ↑  Franska för "Främlingarnas vänlighet"[9]
2. ↑  Franska för "Röda kvarn"[9]
3. ↑  Franska för "Det osynliga"[9]
4. ↑  Franska för "Paradiset för dig"[9]
5. ↑  Franska för "Att vilja är makt"[9]
6. ↑  Franska för "Farväl barn"[9]

### Säsong 3
| Nr i serien | Nr i säsongen | Titel | Regissör | Manus | Originalvisning |
| ----------- | ------------- | ----- | -------- | ----- | --------------- |
| 13          | 1             | "TBA" | TBA      | TBA   | TBA             |

### Specialavsnitt
| Titel        | Originalvisning   |
| ------------ | ----------------- |
| "The Return" | 29 september 2024 |

Anmärkningar
1. ↑  Engelska för "Återkomsten"[10]